# فرهبورگ (زاکسن)
شهر فرهبورگ در ایالت زاکسن در کشور آلمان واقع شده‌است.